# Балабаново
Балаба́ново — город (с 1972 года) районного подчинения в Боровском районе Калужской области. Расположен в северо-восточной части Калужской области, в 96 километрах от Москвы по трассе М3.
Образует одноимённое муниципальное образование город Балабаново со статусом городского поселения как единственный населённый пункт в его составе.
Население — 30 194 человек (2023 год). Балабаново — крупнейший город района. Входит в Обнинскую агломерацию.

## Расположение
Общая площадь города составляет 1785,4 га, из которых 64 га — земли лесного фонда. Протяжённость с запада на восток составляет 3,3 километра, с севера на юг — 3,2 километра. На землях Муниципального Образования размещается 10 воинских частей, которые сведены в Балабановский гарнизон. Город расположен в междуречье Протвы (приток Оки), Истьи (приток Нары), в 76 км к северо-востоку от Калуги и в 96 км к юго-западу от Москвы. Через город проходит федеральная автомобильная дорога Москва-Брянск-Киев М3, Московское Большое Кольцо (вторая бетонка) А108, железная дорога Москва-Киев. В городе расположена железнодорожная станция «Балабаново» Киевского направления МЖД. В 400 метрах от военного городка Балабаново-1 находится аэродром государственной авиации Ермолино.
Физические границы города частично формируют русла рек Протвы, Истьи и Стародомны.

## История города
Впервые упоминается как деревня Болобоново и деревня Ерохино, впоследствии ставшие пустошью и принадлежавшая Пафнутьеву монастырю. Впоследствии Балабаново возродилось из пустоши обратно в деревню. Новый виток развития деревни дало строительство в 1896—1898 годы железной дороги. В это время Балабаново является центром Добринской волости Боровского уезда. В 1930 году с началом коллективизации деревня Балабаново вошла в состав колхоза «По пути Ленина». С 1935 года — посёлок городского типа.

### После войны
В 1947 году на XI партийной конференции было принято решение о строительстве в посёлке механического завода для спичечной фабрики, однако в ходе строительства завод был переквалифицирован в спичечную фабрику, что случилось в 1952 году. Этот же год ознаменовался открытием кирпичного завода, который начал работать на полную мощность и круглосуточно. В 1954 году, в связи с ликвидацией машинно-тракторных станций (МТС) земли колхоза были переданы совхозу «Ворсино», что явилось и ликвидацией колхоза в Балабанове. Статус города присвоен 12 июня 1972 года.
В 1993 году началось строительство храма в честь Иоанна Кронштадтского. В ноябре 1996 года город Балабаново приобрёл статус Муниципальное образование «город Балабаново».
C июня 2007 года военный городок Балабановo-1 официально стал частью муниципального образования «г. Балабаново».

## Население
| 1939    | 1959    | 1970    | 1979    | 1989    | 2002    | 2009    | 2010    | 2011    | 2012    |
| ------- | ------- | ------- | ------- | ------- | ------- | ------- | ------- | ------- | ------- |
| 2632    | ↗3382   | ↗10 853 | ↗15 449 | ↗19 139 | ↗23 312 | ↗23 403 | ↗26 337 | ↘26 300 | ↘26 123 |
| 2013    | 2014    | 2015    | 2016    | 2017    | 2018    | 2019    | 2020    | 2021    | 2023    |
| ↘25 869 | ↘25 656 | ↘25 505 | ↘25 426 | ↗25 752 | ↘25 608 | ↗25 775 | ↘25 574 | ↗29 029 | ↗30 194 |

На 1 января 2025 года по численности населения город находился на 473-м месте из 1124 городов Российской Федерации. Некогда практически мононациональный город в последние годы стал многонациональным, что является следствием низкой рождаемости этнических русских и высокого естественного прироста выходцев из стран Средней Азии.

## Местное самоуправление
Председатели городской думы
- Никифоренко Ирина Александровна.

Главы администрации
- Соколов В. Е., Галышев С. А., Муляр С. Н.
- c 2009 года — Алексеев Владислав Фёдорович, вновь избран[32].
- и. о. с 25 апреля 2013 года — Леонов Евгений Алексеевич.
- с 6.11.2014 года — Авеков Павел Владимирович
- c 12.05.2016 года — Парфёнов Вячеслав Викторович[33]
- c 28.09.2018 года — Галкин Сергей Павлович.

## Экономика

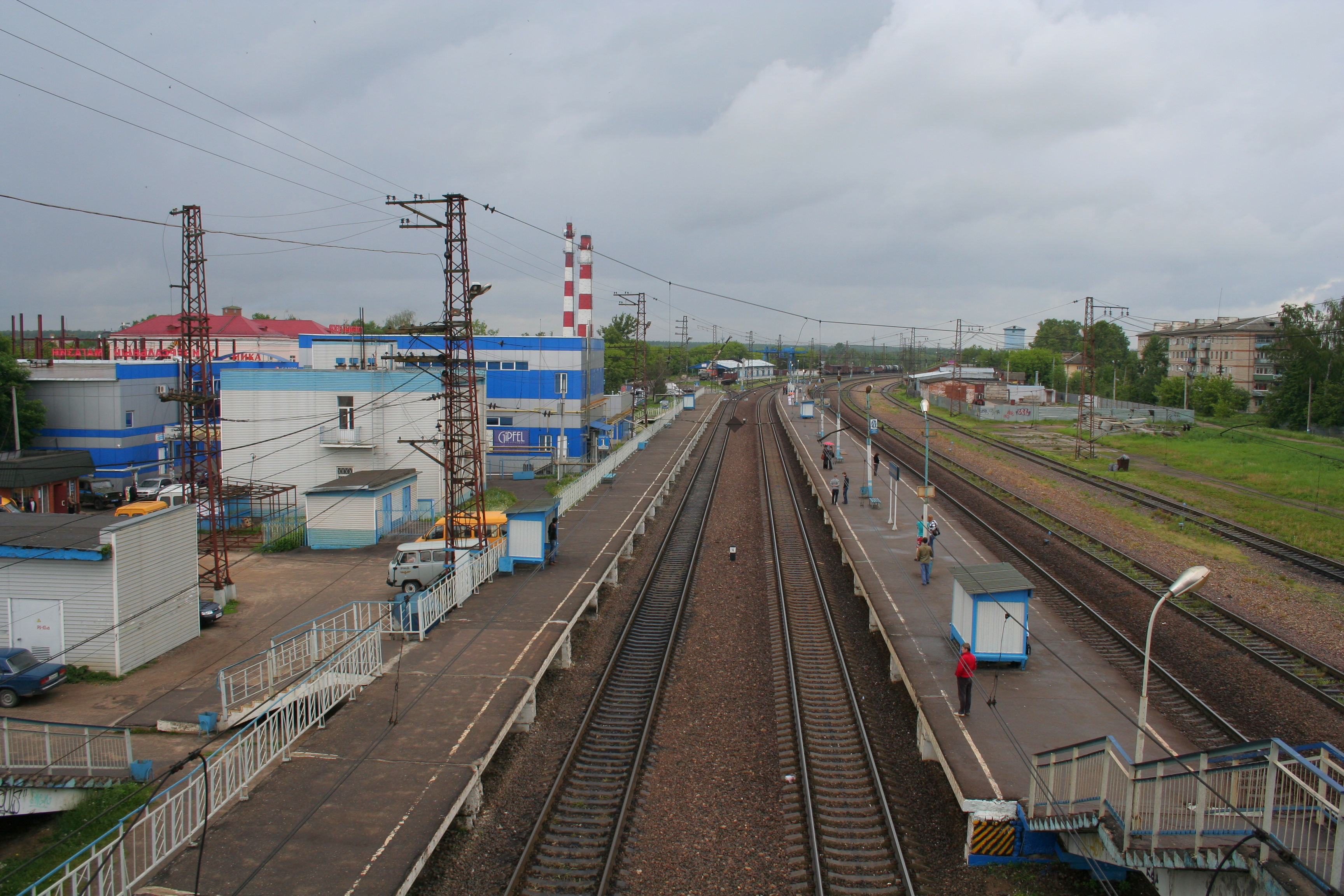
Железнодорожная станция «Балабаново»

### Промышленность
Основные предприятия Балабанова — деревообрабатывающая фабрика «Плитспичпром», завод «Керамика будущего» по производству керамогранитной плитки, завод по производству бумажной упаковки финской компании Stora Enso, завод «RuukkiRus» («Венталл»), входящий в состав финского концерна Ruukki.
По данным на 1999 год, в городе имелось 25 различных строительных организаций, среди которых наиболее крупными являлась МК-24 ОАО «Спецсетьстрой» (входила в состав ОАО «Энергостройинвест-Холдинг»), ООО «Спецуправление», УНР-620 и ПМК-243. Имеются предприятия пищевой и молочной промышленности, которые производят хлеб, хлебобулочные и кондитерские изделия, продукты переработки молока.

### Торговля и бытовые услуги
В городе располагаются 62 торговые точки, из которых 47 принадлежат частным предпринимателям, 2 рынка (один из них муниципальный). Кроме того в городе имеются 17 точек общественного питания, в том числе 3 закусочных, 4 кафе, ресторан.

## Медицина
В городе располагаются одна больница на 110 койко-мест, поликлиника на 600 человек, детское и стоматологическое отделения, а также сеть частных аптек. Медицинский персонал составляют 41 врач и 85 медицинских работников. Также ежегодно на базе детского отделения больницы в летнее время работает оздоровительный лагерь для детей из многодетных, малообеспеченных семей.

## Образование и наука
Образование
В городе работают пять общеобразовательных школ, восемь детских садов, школа искусств, филиал Центра социальной педагогики, две библиотеки (городская и детская), филиал МГПУ и Балабановский образовательный колледж.
С февраля 1998 года в городе Балабаново действует филиал Московского государственного гуманитарного университета им. М. А. Шолохова (после реорганизации — филиал Московского педагогического государственного университета). В филиале четыре факультета: художественно-графический, педагогики и психологии, иностранных языков, информатики и математики. В 2015 году на базе филиала открыт Современный гуманитарный Колледж с обучением по направлениям: информатика, экономика, право и организация социального обеспечения, туризм, дизайн, педагогика и психология, деффектология.
Есть Образовательный колледж. В нём ведётся подготовка по направлениям: педагогика дополнительного образования; экономика и бухгалтерский учёт; техническое обслуживание и ремонт автомобильного транспорта.
В Балабанове на базе воинской части 42337 МО РФ проходят учебные сборы факультета военного обучения Московского физико-технического института (государственного университета) и других ВУЗов.
Наука
В городе функционирует НИИ деревообрабатывающей промышленности (ВНИИДРЕВ). В 1990-е годы были созданы «Втордрев» и ГНИиПП «Научстандартдом-Гипролеспром», осуществляющие исследования в области деревообработки. Близ Балабанова, в деревне Акатово (Окатово), родился и провёл детские годы знаменитый математик П. Л. Чебышёв (похоронен в селе Спас-Прогнанье, здесь же находится музей).

## Средства массовой информации
Среди средств массовой информации в Балабанове имеется еженедельная муниципальная газета «Балабаново», которая была учреждена Городской Думой и Администрацией городского поселения «Город Балабаново». Выходит с мая 2001 года (на данный момент было выпущено 460 выпусков). Также длительное время жизнь города и района освещала газета «Страдаловка» (ныне не существует).

## Спорт
- Городской стадион имени Б. М. Галелюка. Стадион введён в действие в 1997 году. На нём регулярно проводятся чемпионаты по футболу, лыжные соревнования и детские эстафеты, также место занятий физкультурой учащихся школы № 1.
- Спорткомплекс «Центр физкультуры и спорта», где действуют 19 спортивных секций, в том чисое секции бокса, настольного тенниса, борьбы, гимнастики, баскетбола, волейбола, шахматный клуб «64» имени академика Бирюкова[38], а также тяжёлой атлетики (культуризма).
- Стадион школы № 4.
- Стадион школы № 5.

## Правоохранительная система
В городе располагаются районный Отдел внутренних дел и подразделение ФСБ. Ранее также располагалась районная прокуратура, но впоследствии была возвращена в Боровск, там же находятся районный суд и налоговая инспекция.

## Отдых
Жители города в основном отдыхают в летнее время на берегу рек Страдаловка (где есть большой пляж, локация «Дивный берег»), Протва и Истья. Также в городе имеются три базы отдыха для детей и Дом отдыха «Балабаново».

## Достопримечательности
В долине реки Истья расположены остатки Истьинского железоделательного завода XVIII века. В 1722 году завод посещал Пётр I. Кроме того, неподалёку от завода находится родник Петровский, которым, по легенде, пользовался Пётр I.
Церковь Иоанна Кронштадтского. 

## Почётные жители
- Бирюков Михаил Васильевич — бывший директор ВНИИДРЕВ, академик, директор НГКО «Втордрев». Имеет 629 личных научных публикаций, в том числе 230 изобретений, 104 патента и 2 открытия.
- Пронин Николай Степанович — заместитель гендиректора «Плитспичпром» (в 1991—1997 гг.), заместитель директора Балабановской экспериментальной фабрики по машиностроению с 1976 года, Почётный работник ЗАО «Плитспичпром» (работал с 1957 по 1997 годы).
- Брагина Клавдия Алексеевна — заслуженный учитель РФ.
- Горелов Виктор Алексеевич — заслуженный учитель РФ.
- Андрианов Иван Фёдорович — пионер-герой СССР.